# Qualificazioni al Campionato africano femminile di pallacanestro 2023
Le qualificazioni per il Campionato africano di pallacanestro femminile 2023 misero in palio sette posti per gli Campionati africani 2023 che si sono tenuti in Rwanda.

## Qualificate di diritto
Grazie ai risultati della precedente edizione:
- Ruanda
- Senegal
- Nigeria
- Mali
- Camerun

## Eliminatorie Zona I
Torneo non disputato

## Eliminatorie Zona II
Torneo non disputato.

## Eliminatorie Zona III
Torneo disputato tra  Costa d'Avorio e  Guinea
| Squadra        | P.ti | G | V | P | PF  | PS  | DP  |
| -------------- | ---- | - | - | - | --- | --- | --- |
| Costa d'Avorio | 4    | 2 | 2 | 0 | 179 | 101 | +78 |
| Guinea         | 2    | 2 | 0 | 2 | 101 | 179 | -78 |

## Eliminatorie Zona IV
Torneo disputato tra  Gabon e  RD del Congo
| Squadra      | P.ti | G | V | P | PF  | PS  | DP   |
| ------------ | ---- | - | - | - | --- | --- | ---- |
| RD del Congo | 4    | 2 | 2 | 0 | 222 | 85  | +137 |
| Gabon        | 2    | 2 | 0 | 2 | 85  | 222 | -137 |

## Eliminatorie Zona V
Torneo a cinque squadre disputato al Cairo (Egitto) tra il 3 e il 7 febbraio 2025. Squadre partecipanti:  Egitto,  Uganda,  Kenya,  Ruanda e  Sudan del Sud. Qualificata  Egitto. Wild card a  Ruanda e  Uganda.

## Eliminatorie Zona VI
Torneo disputato tra  Angola,  Mozambico.  Zambia e  Zimbabwe. Qualficiacata  Mozambico. Wild card a  Angola.

## Eliminatorie Zona VII
Torneo non disputato.